# Nödrim
Nödrim är ett nedlåtande begrepp för ett undermåligt rim, där innebörden, metriken och/eller det estetiska intrycket i texten blir lidande.

## Beskrivning
Nödrim definieras av SAOB som ett "otillfredsställande rim som tillgripes l. tillgripits ss. nödfallsutväg". Det innebär att det otillfredsställande kan vara den stilistiska användningen, med ord som inte "passar" sig att rimma på – delvis är en subjektiv bedömning. Det otillfredsställande kan också vara att orden bara nästan rimmar på varandra, som lådor/lorder eller myckna/tykna.